# Geschirrspülmaschine

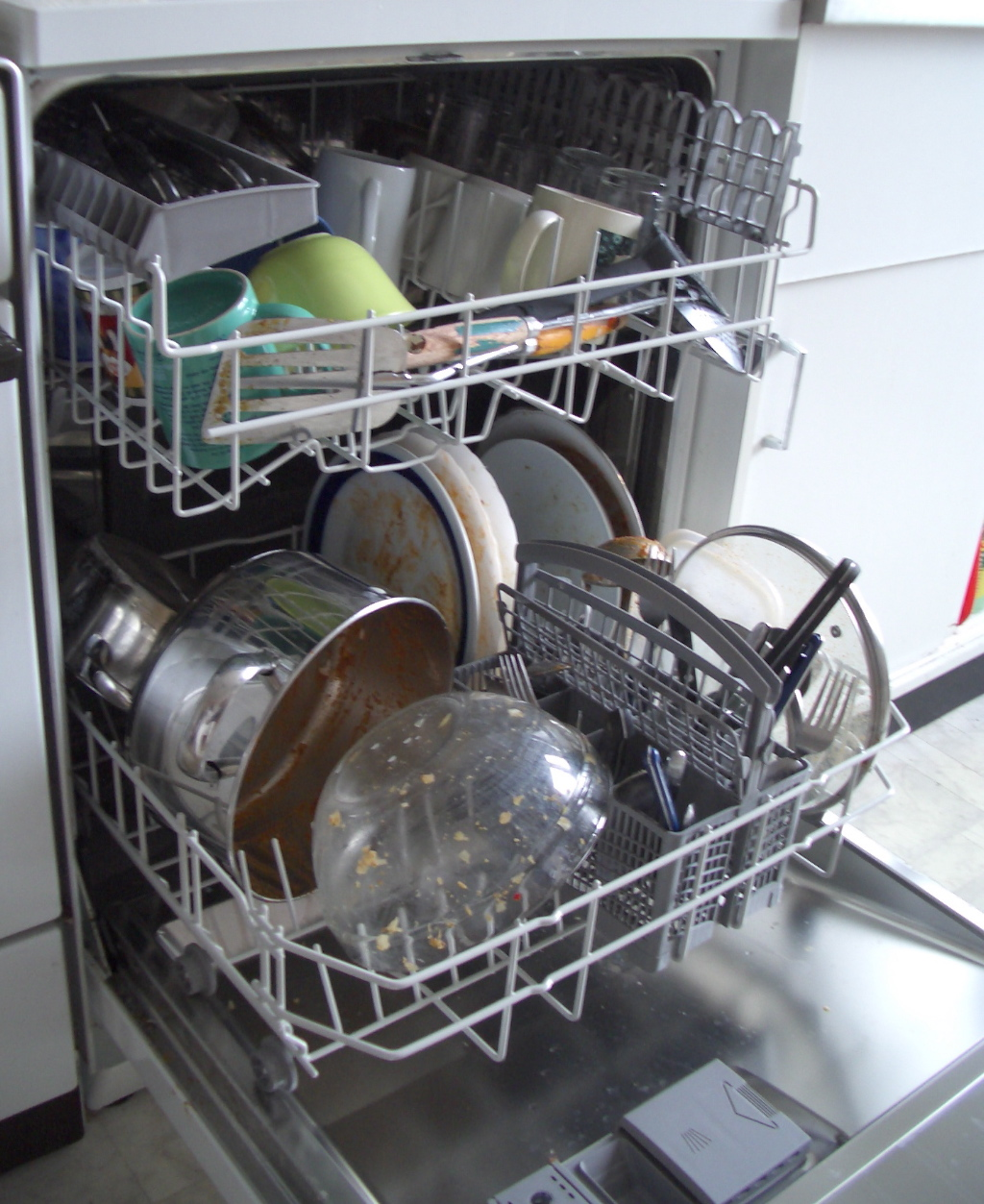
Geschirrspülmaschine im Haushalt

Eine Geschirrspülmaschine (schweiz. auch Abwaschmaschine, als Kurzform auch Spülmaschine oder ugs. Geschirrspüler genannt) ist ein meist in Küchen eingesetztes Gerät zur maschinellen Reinigung von Koch- und Essgeschirr, Essbesteck und Küchenutensilien.

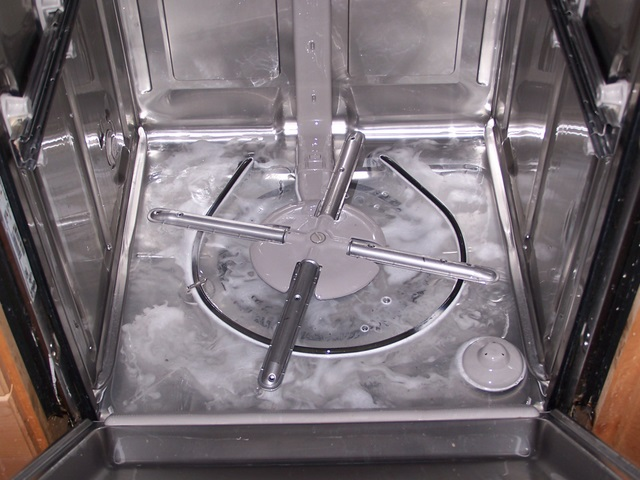
Geschirrspülmaschine (Korb entnommen), zu sehen sind Sprüharme, Sieb und Einfüllöffnung für das Regeneriersalz

## Geschichte

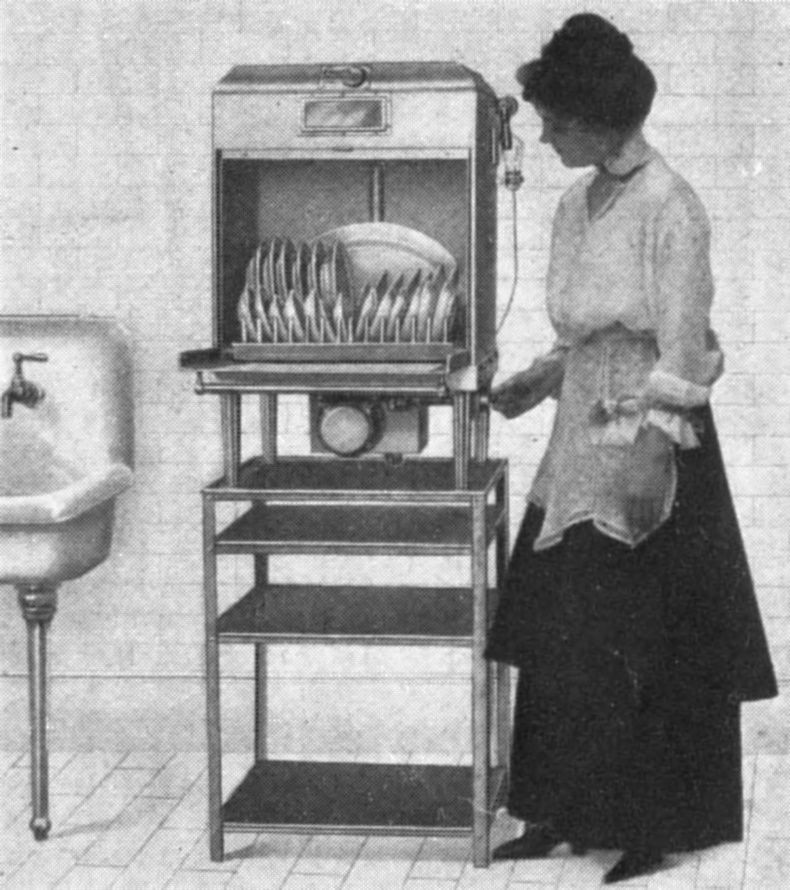
Geschirrspülmaschine von 1917

1850 wurde an Joel Houghton das erste Patent erteilt für eine handbetriebene Spülmaschine aus Holz, die jedoch schlecht funktionierte. 1865 erhielt L. A. Alexander ebenfalls ein Patent; auch dieses Gerät funktionierte nicht problemlos.
1886 wurde von der Amerikanerin Josephine Cochrane (1839–1913) ein Patent für einen mit Wasserdruck arbeitenden Geschirrspüler eingereicht. Sie gilt als Erfinderin des Geschirrspülers.  Die erste Geschirrspülmaschine wurde auf der Weltausstellung 1893 in Chicago präsentiert. Cochrane gründete ein Unternehmen, die Cochran's Crescent Washing Machine Company, das die KitchenAid-Linie auf den Markt brachte; Kunden waren zunächst Restaurants und Hotels. 1926 wurde das von Cochrane gegründete Unternehmen von Hobart aufgekauft.
Miele baute 1929 die ersten elektrischen Geschirrspülmaschinen Europas. 1978 brachte Miele die weltweit erste Geschirrspülmaschine mit Mikrocomputer und Sensorelektronik auf den Markt. Diese reduzierten den Verbrauch von Wasser und Strom erheblich und erleichterten die Bedienung.
Erstmals wurde im April 2014 ein Geschirrspüler mit Wärmepumpen- und Latentwärmespeichertechnologie für den Gebrauch im privaten Haushalt auf den Markt gebracht. 

## Verbreitung
Für Privathaushalte setzten sich Geschirrspülmaschinen ab den späten 1960er Jahren in Westdeutschland zunehmend durch. In der ehemaligen DDR waren Geschirrspülmaschinen bis zuletzt (Fall der Mauer / Wiedervereinigung) ein Luxusgut. 73 % der privaten Haushalte in Deutschland besaßen laut Statistischem Bundesamt im Jahr 2021 eine Spülmaschine.

## Funktionsweise

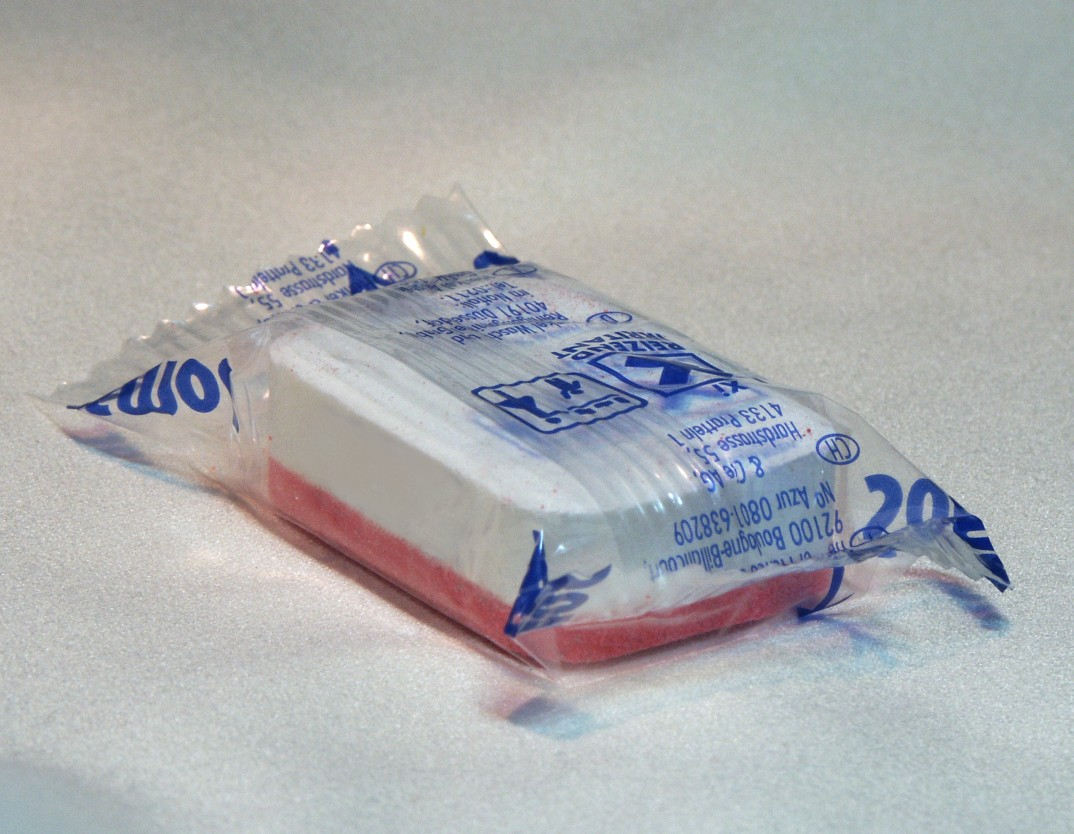
Reiniger-Tablette („Tab“), ca. 10 × 20 × 30 mm

Rotierende Düsen spritzen oder sprühen die stark alkalische Spüllauge gegen die Geschirrteile. Dabei sind der hohe pH-Wert der Lauge, die fettlösenden Tenside (und eventuell im Spülmittel enthaltene stärke- und eiweißspaltende Enzyme) ebenso wichtig zum Lösen der Essensreste wie Temperatur, Einwirkdauer, Druck und Volumenstrom der Wasserstrahlen.
Geschirrspülmaschinen verfügen über mehrere Spülprogramme, die sich in der Dauer und im Temperaturbereich voneinander unterscheiden. Spülprogramme gliedern sich in einen Vorspülgang (Kaltwasser ohne Reiniger) zur Entfernung leicht ablösbarer Essensreste, einen Hauptspülgang (Temperatur etwa 30 bis 70 °C mit Reiniger) und einen Klarspülgang (Temperatur etwa 65 bis 85 °C). In den beiden Spülgängen wird das Spülgut gereinigt, während der Klarspülgang zur Entfernung des verunreinigten Spülwassers dient. Weiterhin wird damit bei der anschließenden Trocknung die Bildung von Kalkflecken verhindert.
Bei der Benutzung einer Spülmaschine werden außer Wasser und Strom auch Maschinengeschirrspülmittel, Klarspüler und Regeneriersalz verbraucht, welche in dafür vorgesehene Behälter (mit verschließbarem Deckel) im Innenraum der Maschine gefüllt werden. Spülmittel gibt es in Pulver- und Gelform (v. a. USA) oder als Tabletten (Tabs). Bei der Verwendung sogenannter „Multi-Tabs“ ist kein zusätzlicher Klarspüler und (je nach Wasserhärte) auch kein Salz notwendig, da Klarspüler und Enthärter bereits in den Tabs enthalten sind.
Zu Anfang des Spülgangs öffnet sich der Reinigerbehälter und das Maschinengeschirrspülmittel verteilt sich im Innenraum. Tabletten benötigen einige Zeit, bis sie sich auflösen. Klarspüler verhindert die Fleckenbildung beim Trocknen durch das Aufheben der Oberflächenspannung des Wassers. Regeneriersalz wird bei hartem Wasser zur Regenerierung des Ionentauschers der Maschine benötigt, der das Wasser enthärtet, wodurch die Bildung von Kalkseife und Kesselsteinablagerungen in Rohrleitungen und an Heizelementen verhindert werden.

### Verlauf
Nach dem Starten wird Wasser aus der Wasserleitung eingelassen. Mithilfe eines Flügelrads, Schwimmern oder Drucksensoren wird die einlaufende Wassermenge gemessen und begrenzt. Das Frischwasser gelangt über die Enthärtungseinheit zum Pumpensumpf, der sich am Boden der Spülmaschine befindet. Von dort wird das Wasser hochgepumpt und mittels bewegter Sprüharme, die durch den Rückstoß des ausspritzenden Wassers angetrieben werden, über dem zu spülenden Gut versprüht.
Das Geschirr wird in der Regel zunächst mit kaltem Wasser vorgespült. Abgespülte, wasserunlösliche Stoffe werden mithilfe von Sieben, die den Pumpensumpf bedecken, herausgefiltert. Das gefilterte Wasser wird im Kreislauf zurück zu den Sprüharmen gepumpt. Neben dem Sieb befindet sich ein Behälter zur Zwischenlagerung des abgefilterten Schmutzes, der nach dem Hauptspülgang abgesaugt wird.
Beim Hauptspülgang wird dem Spülwasser Reinigungsmittel zugesetzt; eine alkalische Lösung entsteht, die auf die eingestellte Temperatur erhitzt wird.
Beim Spülgang wird Spülmittel aus einer Kammer entnommen. Die Wassertemperatur im Klarspülgang ist höher als die im Hauptreinigungsgang verwendete (und auf dem Bedientableau angegebene) Temperatur, um die Schaumbildung des Klarspülers zu reduzieren. Der Klarspüler reduziert die Oberflächenspannung des Wassers, wodurch selbiges leichter vom Spülgut abläuft.
Nach dem letzten Spülgang wird der Inhalt getrocknet. Dazu gibt es unterschiedliche Trocknungssysteme:
- Aufheizung des Klarspülwassers auf bis zu 75 °C; die resultierende Eigenwärme des gereinigten Guts fördert die Verdunstung.
- Bei Geräten mit Gebläsetrocknung wird die feuchte Luft aus dem Gerät herausgeführt.
- Zeolith-Trocknung:[10]
  - Desorption: In den ersten Minuten des Programmstarts wird Luft aus dem Geräteinneren mittels Zeolithlüfter in den Zeolith-Behälter gefördert. Die im Zeolith-Behälter eingebaute Heizung ist dabei aktiv und hilft, das Zeolithgranulat zu trocknen.
  - Adsorption: Feuchtluft wird aus dem Gerät mittels Gebläse in den Zeolith-Behälter geleitet. Das Zeolith nimmt die Luftfeuchtigkeit auf, dabei wird Energie in Form von Wärme freigesetzt, die wieder ins Geräteinnere zurückgeführt wird.
- Trocknung mit geschlossener Kondensations-Trocknung:
  - Ein Gebläse führt die feuchtwarme Luft durch einen kaltwassergefüllten Wärmeübertrager in der Seiten- oder Rückwand des Gerätes, wo die Feuchte kondensiert.
  - die Feuchte der Luft kondensiert ohne Gebläse an der kalten Wandung, hinter der der Kaltwasserbehälter liegt.
- Die bei älteren Geräten innenliegenden Heizschlangen erwärmen während der Trocknungsphase die Luft.

Bei Kurzprogrammen (siehe dort) erfolgt in der Regel kein Trocknen.
Neben den weitverbreiteten Haushaltsspülmaschinen, die je nach Programm Laufzeiten von bis zu fünf Stunden haben, werden in Großküchen mit deutlich mehr, häufiger und rascher zu spülendem Geschirr, wie beispielsweise in Hotels, Restaurants, Altenheimen, Krankenhäusern und beim Catering, Industriespülmaschinen eingesetzt, deren Laufzeiten üblicherweise zwischen einer und fünf Minuten liegen. Diese kurze Programmdauer reicht aus, da hier das Geschirr meist unmittelbar nach Gebrauch gespült wird und somit keine eingetrockneten Verschmutzungen zu entfernen sind. Bei Spülmaschinen mit Durchlauf-Förderband erfolgen Vorspülen, Hauptspülgang und Trocknung in unterschiedlichen Sektoren.
Die zur Reinigung verwendeten Chemikalien werden über den im Ablaufschlauch verbleibenden Flüssigkeitsrest in den nächsten Spülgang oder -zyklus verschleppt und bleiben in Spuren am Geschirr haften (sogenannter Carry-over-Effekt).

### Vergleich mit manuellem Spülen
Laut einer Untersuchung im Jahre 2020 wurden beim Abwaschen von Hand für 140 Besteck- und Geschirrteile (160 Besteck- und Geschirrteile sind ca. eine Füllung einer Maschine und entsprechen 12 bis 14 Maßgedecken gemäß EN 50242) durchschnittlich etwa 46 Liter Wasser benötigt. Eine Geschirrspülmaschine benötige hingegen dafür nur etwa 15 Liter Wasser und trotz heißerem Wasser weniger Energie. Nicht bewertet wurde dabei die Art, wie die Wassererwärmung erfolgt und dass Reiniger für Geschirrspülmaschinen aggressivere und teurere Chemikalien sind als Handspülmittel.
Beim Spülen geringerer Mengen vergrößert sich sowohl beim Handspülen als auch bei Geschirrspülmaschinen in der Regel der spezifische Verbrauch an Wasser, Energie und Reiniger pro Maßgedeck.
Spülen mit der Maschine brauchte im Durchschnitt 50 Prozent weniger Wasser und 28 Prozent weniger Energie als Handspülen, heißt es in einer von vier Haushaltsgeräte- und Spülmittelherstellern finanzierten Studie.
Hingegen kam der deutsche Bund der Energieverbraucher zur Auffassung, energiebewusstes Spülen von Hand würde bis zu 70 Prozent weniger Energie, Spülmittel und Gesamtkosten und etwa gleich viel Wasser verbrauchen; aber für die Mehrzahl der Haushalte sei die Spülmaschine vermutlich im Wasser- und Energieverbrauch sparsamer als das Spülen von Hand.
Manches Geschirr ist nicht spülmaschinenfest, d. h., es verträgt die üblicherweise verwendeten aggressiven Reiniger und hohen Temperaturen nicht; daher muss es von Hand gespült werden (siehe dazu unten).

### Programme
Bis Mitte der 1990er Jahre waren bei Spülmaschinen elektromechanische Programmschaltwerke üblich, ähnlich denen in Waschmaschinen. Diese bestanden aus einem Drehknopf, der je nach Stellung unterschiedliche Kontakte zu den Komponenten der Maschine (Heizung, Pumpe etc.) öffnete oder schloss, und nach Programmstart automatisch weiterschaltete.
Um ein Programm zu starten, drehte man den Programmknopf auf die entsprechende Markierung (wodurch er auf dem ersten Schritt dieses Programmes stand) und schaltete dann die Maschine ein. War ein Programmschritt abgearbeitet, wurde der Knopf über einen Schrittschaltwerk weiter gedreht. Unterschiedliche Programme waren daher nur sehr eingeschränkt möglich, insofern sich die Programmschritte aller Programme auf dem Schaltwerk anordnen ließen. Häufig hatten solche Maschinen die folgenden drei Programme:
- Normalprogramm mit Vorspülen (stärker verschmutztes Geschirr)
- Normalprogramm ohne Vorspülen (normal verschmutztes Geschirr)
- Vorspülen

Bei einigen Modellen war bereits eine Auswahl der Temperatur möglich.
Ab Ende der 1990er Jahre wurden die mechanischen Programmschaltwerke durch mikroprozessorgesteuerte Komponenten ersetzt, was mehr unterschiedliche Spülprogramme ermöglicht. Häufig in dieser Zeit waren z. B. ein intensives Programm mit hoher Temperatur (z. B. 65 °C), ein „Normalprogramm“ mit meist 55 °C, ein Kurzprogramm mit geringerer Temperatur und ein Programm „Vorspülen“. Bei Spülmaschinen mit elektronischer Steuerung muss zuerst der Hauptschalter eingeschaltet und dann das Programm gewählt werden. Der eigentliche Programmstart erfolgt dann durch Drücken einer Starttaste oder durch Schließen der Gerätetür.
Bei späteren Spülmaschinenmodellen veränderten sich die Programme nochmals wesentlich. Zum einen dauern sie meist erheblich länger als früher, da man durch eine Verringerung der Temperatur und der Wassermenge eine erhebliche Energieeinsparung erreichen kann. Um das gleiche Reinigungsergebnis zu erzielen, verbleibt das Wasser länger in der Maschine. Zum anderen ist ein „Normalprogramm“ im klassischen Sinne oft nicht mehr vorhanden; die stattdessen vorhandenen Eco- und Automatikprogramme sind heute die üblichen Programme für normal verschmutztes Alltagsgeschirr.
Die Programmauswahl variiert je nach Hersteller und Modell. Die meisten aktuellen Geschirrspüler haben mindestens folgende Programme:
Eco-Programm
ein energie- und wassersparendes Programm, das üblicherweise als Referenz für die Energieeffizienzklasse verwendet wird. Bei älteren Spülmaschinen unterschied sich das Eco-Programm vom Normalprogramm nur durch Fehlen des Vorspülens. Heute versteht man etwas anderes darunter: Die Temperatur liegt meist bei ca. 50 °C, die verwendete Wassermenge ist geringer als bei anderen Programmen und das Wasser wirkt sehr lange ein, um den gewünschten Reinigungseffekt zu erzielen. Typische Eco-Programme dauern mehr als drei Stunden.
Automatikprogramm
Bei Automatikprogrammen erfasst der Geschirrspüler kontinuierlich die Trübung des Spülwassers. Hierdurch und durch den Verlauf der Temperaturkurve beim Aufheizen des Wassers sind Rückschlüsse auf die Beladung und den Verschmutzungsgrad des Geschirrs möglich. Dementsprechend passt das Gerät die Temperatur (meist innerhalb des Bereiches von 45 bis 65 °C), die Wassermenge oder auch den Programmablauf automatisch an. Die Programmdauer ist daher variabel und nicht genau vorhersagbar.
Schnellprogramm
Wenn das zu spülende Geschirr möglichst schnell wiederverwendet werden soll, kann das Schnellprogramm verwendet werden. Es spült bei höherer Temperatur (meist 70 °C) und dauert etwa so lange wie das Normalprogramm einer älteren Spülmaschine, also meist etwa 75–90 Minuten. Der Energieverbrauch ist erheblich höher als im Eco-Programm.
Kurzprogramm
Nicht zu verwechseln mit dem Schnellprogramm, da weniger Spülgänge verwendet werden und diese weniger Zeit benötigen. Das Kurzprogramm wird für nur wenig verschmutztes Geschirr verwendet, spült meist bei 35 °C und dauert in der Regel 30 Minuten.
Vorspülen
einmal kalt abspülen, um Geruchsbildung zu vermeiden, wenn das Geschirr mehrere Tage lang in der Maschine steht (und diese noch nicht voll genug für ein komplettes Spülprogramm ist). Dies dauert zwischen wenigen und maximal 15 Minuten.
Die deutsche Zeitschrift test prüfte Spülmaschinen und befand im Jahr 2013, dass im Durchschnitt ein Spülgang mit Spülmittel in Tablettenform im Schnellprogramm 48 Cent koste und im Eco-Programm 38 Cent, was bei täglichem Gebrauch des Schnellprogramms Mehrkosten von mehr als 35 Euro im Jahr verursachen würde.
Je nach Hersteller werden weitere Sonderprogramme angeboten, beispielsweise ein Intensivprogramm für stark verschmutztes Geschirr, ein schonendes Glasreinigungsprogramm und ein besonders leises Nachtspülprogramm.

### Probleme beim Betrieb
Obwohl die Siebe die meisten abgelösten Feststoffe abtrennen, kann es trotzdem passieren, dass Flusen von abgelösten Papieretiketten oder Absplitterungen von Porzellangeschirr die Siebe passieren und dann Engstellen, beispielsweise die Düsen, verstopfen. Die Sprüharme können bei den meisten Spülmaschinen ohne Werkzeug entnommen werden, um die Düsen reinigen zu können. Die Reinigung der Siebe von abgefilterten Essensresten gehört zur regelmäßigen Spülmaschinenpflege; ansonsten können die Reste zu schimmeln und zu faulen beginnen und üble Gerüche verbreiten.
Zu häufiger Gebrauch von Programmen, die mit verminderter Temperatur arbeiten, kann dazu führen, dass Fetttropfen erstarren, sich im Wasserkreislauf ablagern, zusammenklumpen und andere Feststoffe sich daran anlagern, was im Endeffekt dazu führt, dass eine Leitung im Kreislauf-Wassernetz verstopft und die Reinigungsleistung der Maschine abnimmt oder die Maschine blockiert. Darum empfehlen die Hersteller, in regelmäßigen Abständen das Geschirr mit dem Programm mit der höchsten Temperatur zu reinigen, um solche Fettablagerungen wieder aufzulösen.
Zu große Geschirrteile oder aus Besteckkörben durchhängendes Besteck können die Drehung der Sprüharme blockieren.
Nach längerem Stillstand kann das Wasser im Pumpensumpf schlecht riechen. Durch Zugießen von Wasser vor dem Start wird das Wasser beim Start ausgetauscht, da zunächst abgepumpt wird.
Rückstände nach dem Waschen können darauf beruhen, dass sie zu sehr angetrocknet waren oder dass das Geschirr in einem Sprühschatten war, das heißt von den Wasserstrahlen nicht genügend erreicht wurde, weil der Wasserstrahl durch ein anderes Spülgut abgehalten wurde. Spinat und andere Kräuterrückstände bleiben auf Geschirr haften oder setzen sich im Spülvorgang wieder ab und haften dann an; solcherart verunreinigtes Geschirr sollte von Hand vorgespült werden.
Der Ionenaustauscher, der das Spülwasser vorentkalkt, muss regelmäßig regeneriert werden; er wird daher, je nach Wasserhärte-Einstellung, nach jedem Spülgang, oder in regelmäßigen Abständen, mit Hilfe von Regeneriersalz automatisch rückgespült und kann dann wieder Erdalkalimetallionen binden. Erfolgt die Regenerierung nicht regelmäßig, weil kein Salz nachgefüllt wurde, so verkalkt das Ionenaustauscherharz durch Anlagerungen und wird dadurch so beschädigt, dass es später nicht mehr regeneriert werden kann. In der Folge sind die Benutzer auf Dauer auf die Verwendung eines Maschinengeschirrspülmittels, das Enthärter enthält, angewiesen, um ein zufriedenstellendes Spülergebnis zu erhalten. Viele Hersteller lehnen Garantieleistungen bei Verwendung derartiger Kombi-Tabs ab.

### Für Geschirrspülmaschinen nicht geeignetes Spülgut
Antike Geschirre und Bestecke sind oft nicht spülmaschinengeeignet. Wertvolle Vasen, alte Porzellanglasuren, Glasdekor (Metalldekor) und Trinkgläser aus billigen oder älteren Glassorten sind für eine Reinigung im stark alkalischen  Milieu bei hohen Temperaturen nicht geeignet. Glasuren können Haarrisse bekommen oder absplittern.
Häufiges Spülen in Spülmaschinen kann bei alkalireichen Gläsern zu Glaskorrosion führen (milchige Schleier). Ein niedriger pH-Wert, geringer Salzgehalt der Flüssigkeit und eine hohe Temperatur beschleunigen die Korrosion. So bewirkt weicheres Wasser im Geschirrspüler eine höhere Herauslösung von Mineralstoffen aus der Oberfläche.
Gegenstände aus Holz quellen auf und werden eventuell unansehnlich. Manche Klebstoffe oder Verleimungen werden durch heißes Wasser gelöst.
Bei lackiertem Holz sowie lackierten Vasen oder Pokalen kann die Lackierung abplatzen.
Thermoplaste können sich bei den hohen Temperaturen dauerhaft verformen.
Tongut wie zum Beispiel Terrakotta, Steingut und sonstiges Töpfergeschirr kann in der Maschine matt werden und Kratzer bekommen. Offenporiges, unglasiertes Tongut saugt bei den langen Spülgängen zudem Wasser auf; ein späteres Erhitzen in einem Mikrowellengerät kann dadurch zu einer unerwartet hohen Erhitzung des Materials und zu Verbrennungen beim Anfassen führen.
Die Ablösung von angebrannten Speiseresten aus stark angebrannten Töpfen kann dazu führen, dass das Restsieb verstopft (weil diese Art von Speiseresten schlecht wasserlöslich ist).

Metallbesteck, vor allem solches aus Silber-, Kupfer-, Messing- und Zinnlegierungen und Alpaka, sowie blanke Teile von Besteckkörben können ebenfalls beim Spülen in einer Geschirrspülmaschine korrodieren oder farbig anlaufen, da viele Reiniger mit Peroxo-Sauerstoffverbindungen (aktivem Sauerstoff) ausgestattet sind, die dies bewirken, oder es werden unter Einfluss der Laugen Korrosionselemente gebildet. Manche Maschinengeschirrspülmittel enthalten deswegen als Gegenmittel Korrosionsinhibitoren, beispielsweise Benzotriazol, die auf dem Metallbesteck einen wasserunlöslichen schützenden Film bilden.
Unlegiertes Aluminium reagiert sowohl mit Säuren (Fruchtsäuren aus Nahrungsmittel- und Getränkeresten, in manchen Klarspülern) als auch mit Laugen. Daher werden Aluminiumteile matt (beispielsweise Knoblauchpressen oder ältere Fleischklopfer).
Messerklingen aus rostendem Kohlenstoffstahl und nicht korrosionsbeständigem und meist magnetisierbarem, ferritischem Messerstahl können wegen der Bedingungen im Geschirrspüler (Chloride, Feuchte, Temperatur, organische Säuren in Klarspüler und Essens- und Getränkeresten) zu rosten beginnen, Chromnickelstähle üblicherweise nur an Spannungrissen, Keramikmesser überhaupt nicht. Derartige Korrosion tritt auch beim Federstahl der Biegefedern von Geflügelscheren oder älteren Eisportionierern auf.
Bei antiken Bestecken mit sog. Hohlheft sind die Klingen bzw. Oberteile durch einen wärmeempfindlichen Kitt befestigt, der bei den hohen Temperaturen in der Spülmaschine weich werden bzw. aufquellen kann.
Hersteller von Geschirrspülmaschinen und von Messern empfehlen teilweise, scharfe Küchenmesser nicht im Geschirrspüler zu reinigen, da sie durch Korrosion stumpf werden können.

## Bauformen
Aufgrund ihrer sehr unterschiedlichen Anforderungen sind Geschirrspülmaschinen für den Haushalt und für Gewerbe/Industrie unterschiedlich aufgebaut:

### Haushaltsgeschirrspüler
Geschirrspülmaschinen für den Privathaushalt werden üblicherweise mit einem Fassungsvermögen von 12 bis 14 Maßgedecken in einer Gerätebreite von 60 cm (Europäische Norm EN 1116) bzw. einer Nischenbreite von 55 cm (Schweizer Mass-System) hergestellt. Maßgedecke sind in der Europäischen Norm EN 50242 genormt. Sogenannte Single-Geschirrspülmaschinen sind im Allgemeinen 45 cm breit und fassen neun Maßgedecke. Darüber hinaus werden diese Geschirrspülmaschinen von den Herstellern je nach Bauart in vier Kategorien eingeteilt.

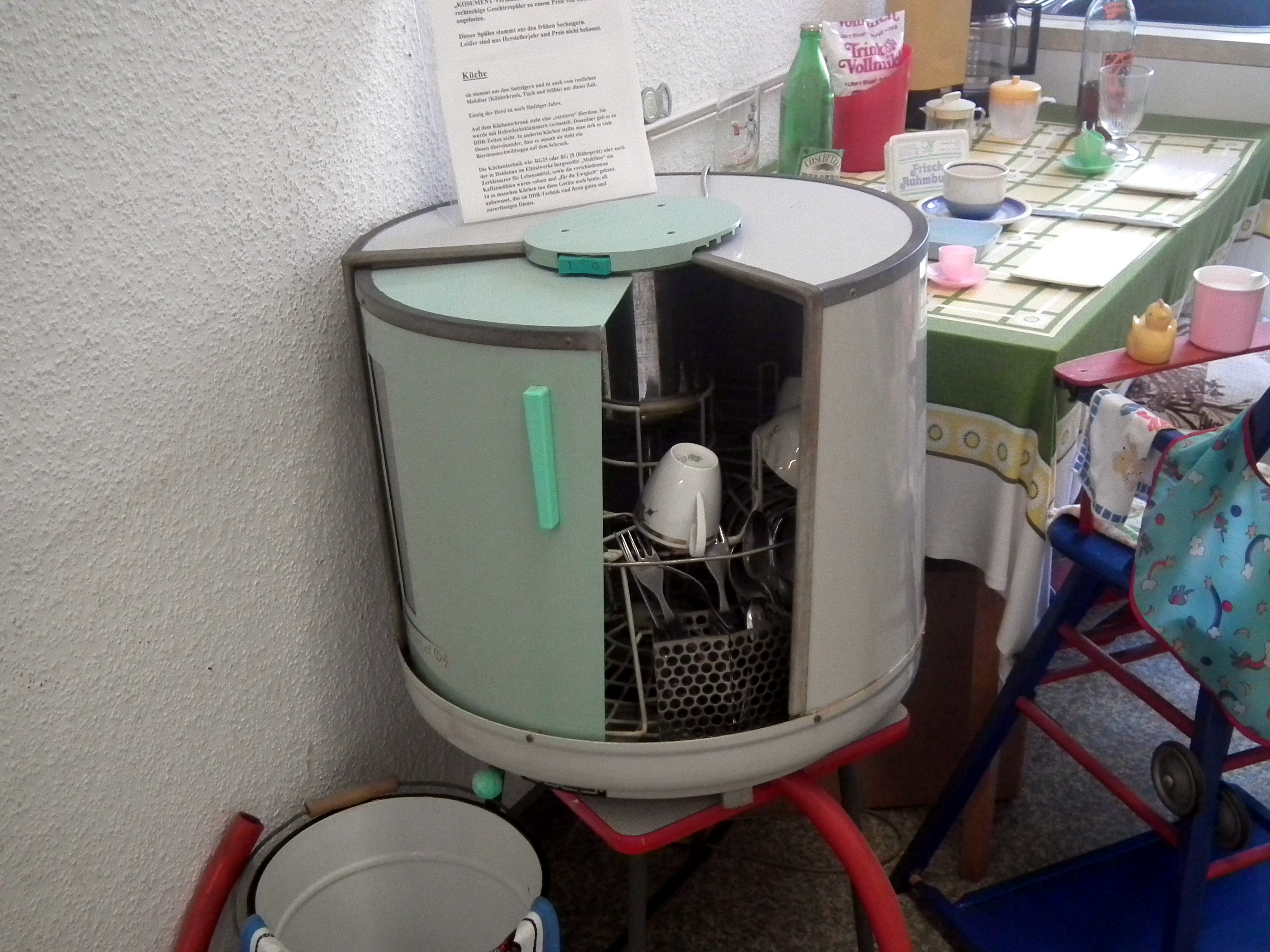
Runde Geschirrspülmaschine vom VEB Elektro Installation Oberlind, 1960er Jahre
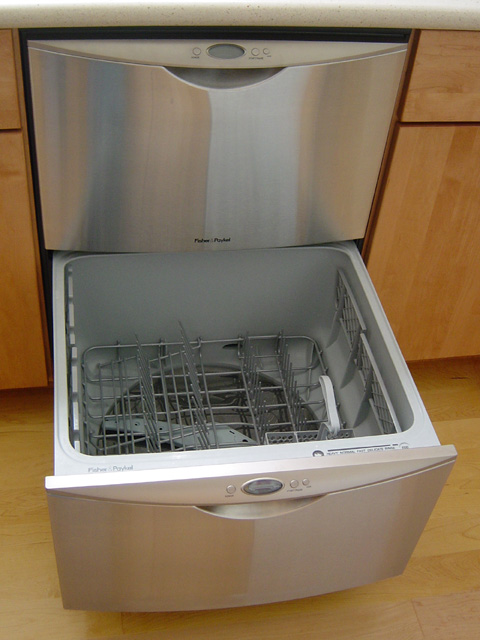
Zweiteilige Geschirrspülmaschine, einzeln nutzbare Etagen
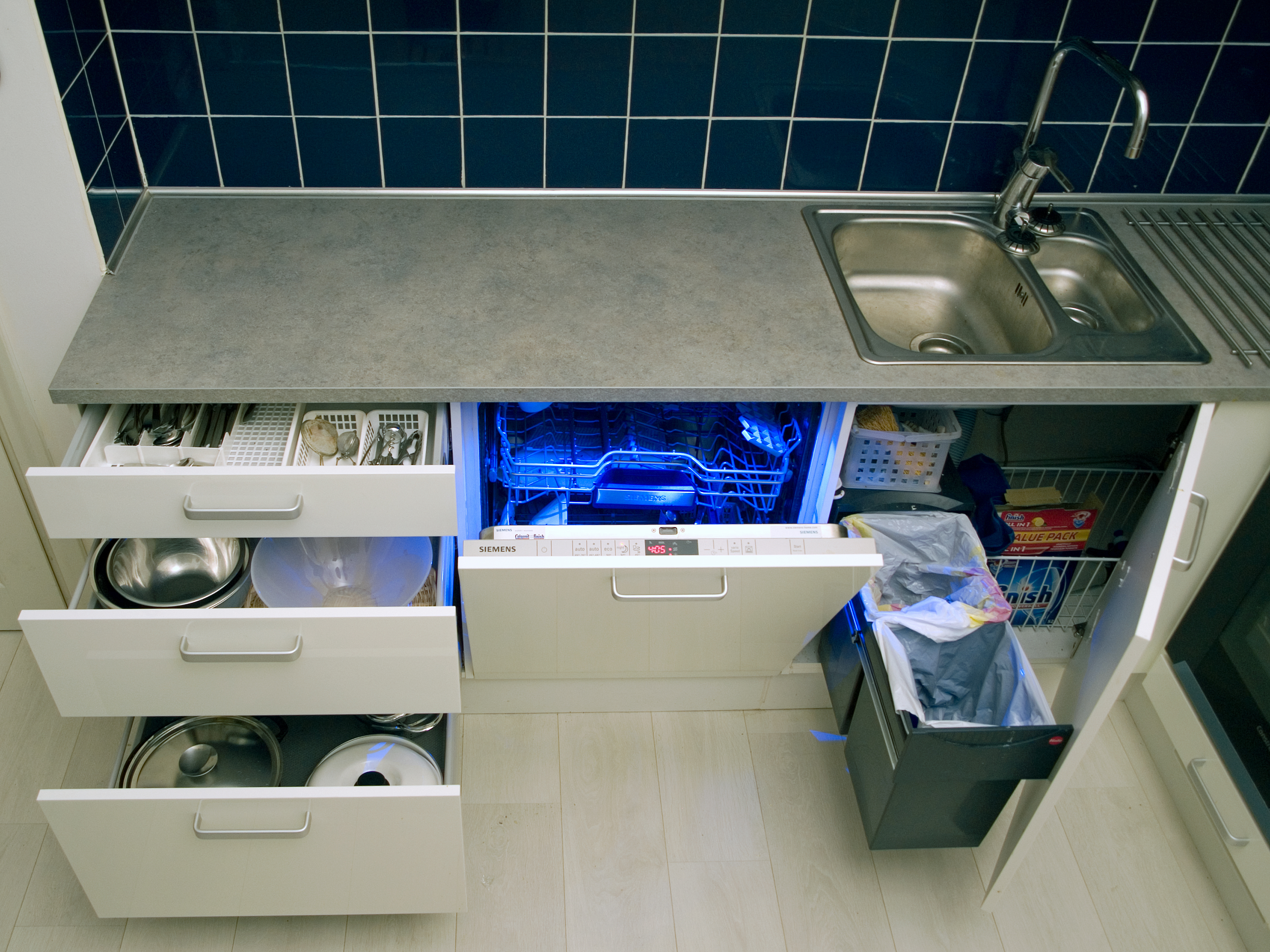
Voll integrierbare Geschirrspülmaschine

Unterbaufähig
So gut wie alle Geschirrspülmaschinen bieten die Möglichkeit, die obere Geräteplatte abzunehmen, so dass das Gerät unter die Arbeitsplatte in die Küchenzeile geschoben werden kann. Ein nicht unterbaufähiges Gerät wird als reines Standgerät bezeichnet.
Dekorfähig
In die Gerätefront kann eine 2 bis 3 mm dicke Dekorplatte eingesetzt werden, die von einem am Gerät befestigten Rahmen gehalten wird. Üblicherweise wird diese Dekorplatte passend zum Küchendekor ausgewählt. Die Blende mit den Bedienelementen bleibt dabei weiter sichtbar. Eine dekorfähige Geschirrspülmaschine ist unterbaufähig.
Integrierbar
Wie bei einer dekorfähigen Maschine bleibt bei einer integrierbaren die Bedienblende weiterhin sichtbar. Der Unterschied besteht darin, dass statt einer dünnen Dekorplatte eine normale Küchenfront (2 bis 3 cm stark) auf der Gerätefront befestigt wird. Diese Platte wird nicht von einem Rahmen gehalten. Eine integrierbare Geschirrspülmaschine ist unterbaufähig.
Voll integrierbar
Wie integrierbar, nur verdeckt die aufgesetzte Küchenfront die gesamte Gerätevorderseite. Die Bedienelemente befinden sich auf der Oberseite der Gerätetür. Es sind also bei geschlossener Tür keine Bedienelemente (insbesondere kein Display) sichtbar, die Spülmaschine ist nicht von den anderen Schränken der Küche zu unterscheiden. Um trotz fehlenden Displays im Betrieb Informationen anzeigen zu können, besitzen neuere Modelle meist einen kleinen Projektor auf der Unterseite der Tür, mit dem die Restlaufzeit auf den Boden vor dem Gerät projiziert wird.

### Industrie- oder Gewerbegeschirrspüler

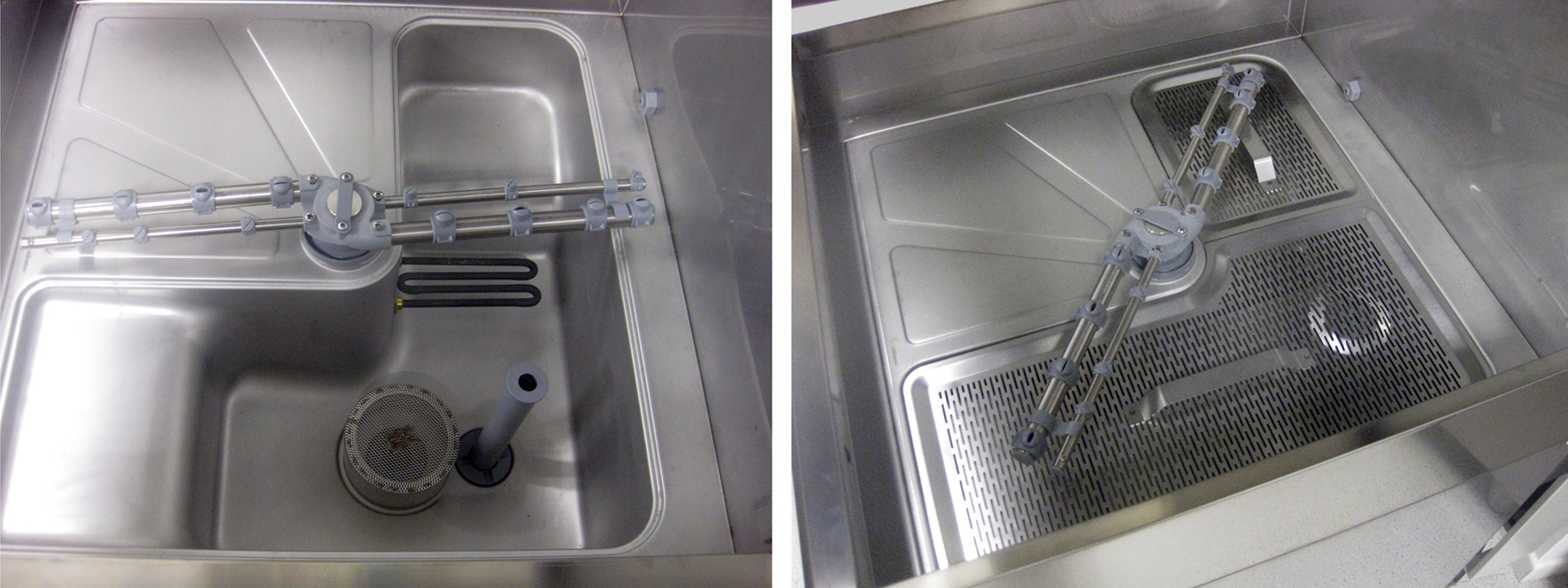
Spülwanne einer gastronomischen Haubenspülmaschine (ohne und mit Sieben)

In Gewerbe oder Industrie eingesetzte Spülmaschinen unterscheiden sich von den im Haushalt eingesetzten vor allem darin, dass sie schneller arbeiten, damit das zu spülende Gut bald wieder verwendet werden kann und nicht so viel Geschirr vorrätig gehalten werden muss.
Bei kleineren Einheiten wird das zu reinigende Geschirr in einen standardisierten Korb oder Rack einsortiert, evtl. zwischengelagert, (manuell) vorgespült, gespült, getrocknet (beziehungsweise trocknen gelassen) und wieder ausgeräumt. Größere Maschinen benutzen zum Zweck des Transportes häufig ein Förderband, das das Geschirr den einzelnen Bearbeitungsstufen zuführt. Meistens werden dabei verschiedene Geräte für Geschirr und Besteck und daneben für Gläser eingesetzt („Gläserspülmaschinen“). Meistens lohnen sich bei den gewerblich genutzten Maschinen aufwendigere Wasseraufbereitungssysteme, die das mehrmalige Wiederverwenden desselben Spülwassers für viele Spüldurchgänge ermöglichen. Außerdem erfolgt das Reinigen mit stärkeren Reinigungsmitteln und mit einer erhöhten Temperatur (Reinigungsgang 65–85 °C; Klarspülgang 85–96 °C, je nach Modell). Das Spülwasser wird nur teilweise ersetzt und zwar wird das durch den Erhitzungskessel für die Klarspülung einfließende Wasser danach für den nächstfolgenden Reinigungsvorgang der nächsten Charge benutzt. Die Menge von drei bis fünf Litern, die so einfließen, wird vorher abgepumpt.
Die Dosierung erfolgt automatisch (meist mit flüssigen Reinigern) oder manuell (Pulver einfüllen).
- Fronttürgeschirrspülmaschinen
- Haubengeschirrspülmaschinen
- Korbdurchlaufmaschinen

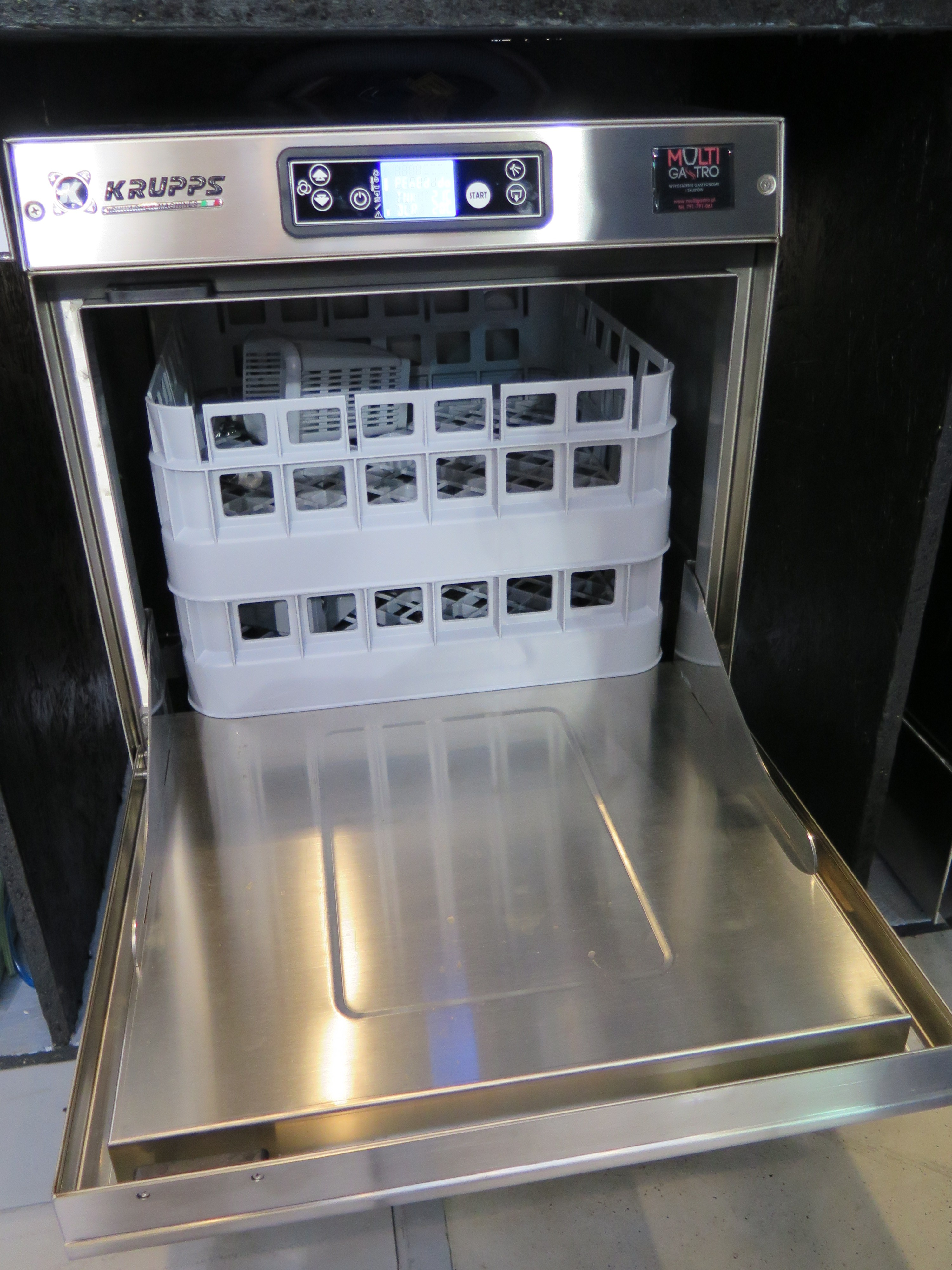
Fronttürgeschirrspülmaschinen
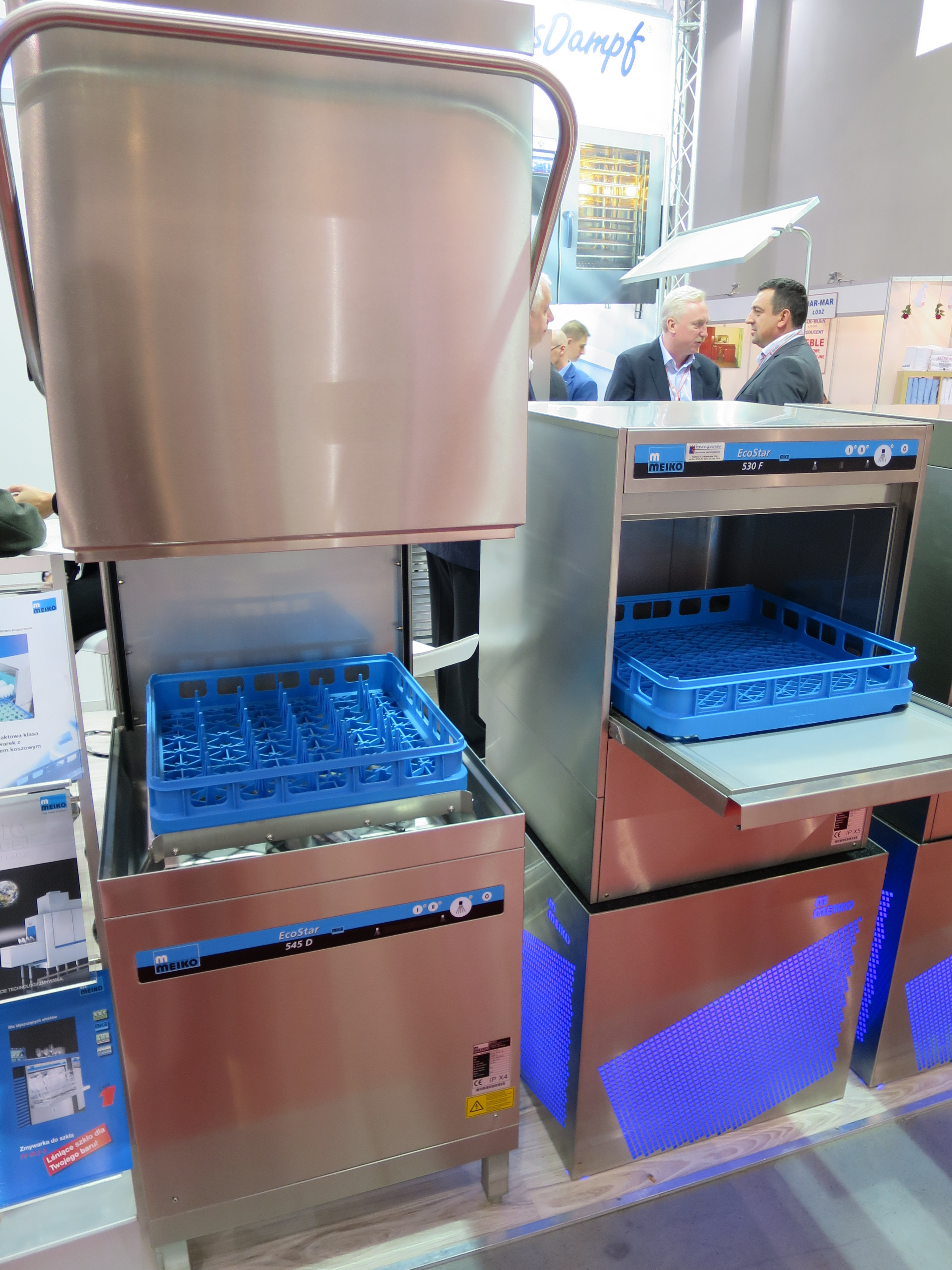
Haubengeschirrspülmaschinen
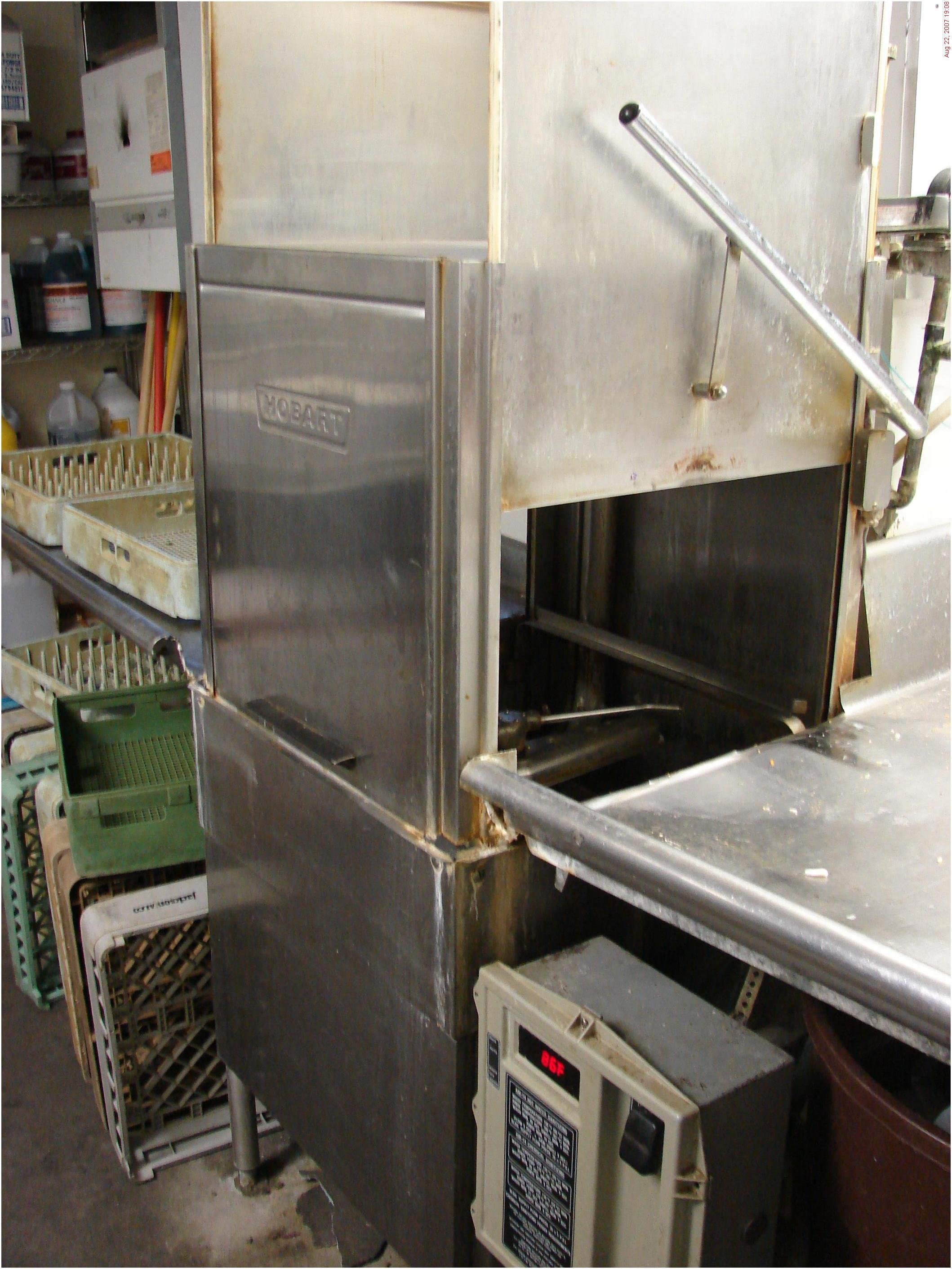
Korbdurchlaufmaschinen
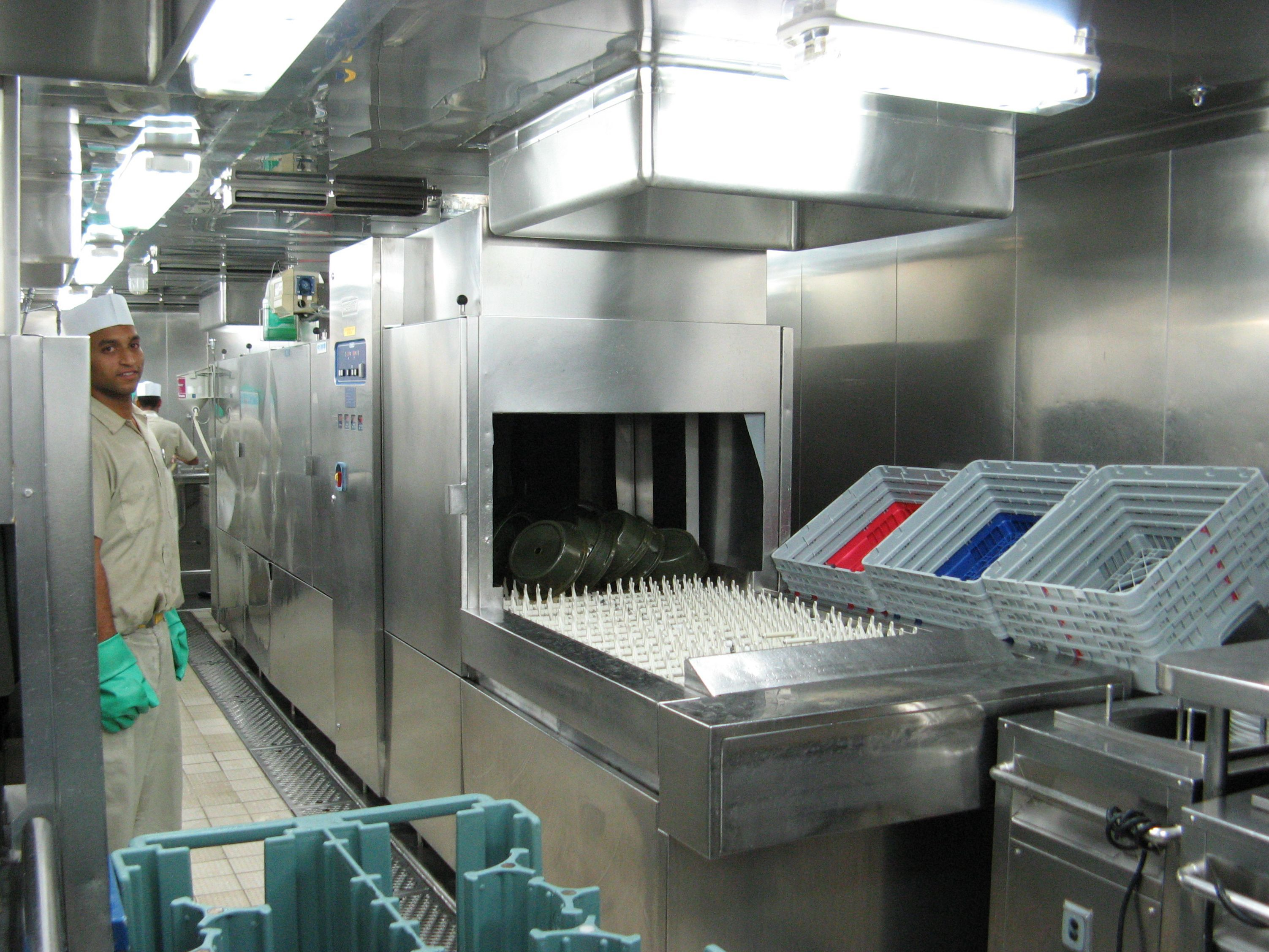
Bandspülanlage auf einem Kreuzfahrtschiff

Fronttürgeschirr- oder -gläserspülmaschinen
In dieser Bauform gibt es die kleinsten Gewerbespülmaschinen – die oft als Unterbaumaschinen in beengten Verhältnissen eingesetzt werden. Spezialspülmaschinen (wie z. B. Topfspülmaschinen oder Maschinen zur Reinigung von Gastro-Norm-Behältern) werden oft in dieser Bauform angeboten.
Haubengeschirr- oder -gläserspülmaschinen
Im Gegensatz zur Fronttürmaschine lässt sich bei dieser Bauform das gesamte Gehäuse des Spülraumes nach oben abheben, diese Bauform macht also das Spülgut von allen Seiten zugänglich. Mit dieser Technik wird es so auch möglich, die Spülkörbe oder -racks per Schienensystem in die Maschine ein- und aus der Maschine auszuschieben. Ein Bücken zum Befüllen ist nicht notwendig.
Bandspülmaschinen
Bei großen Mengen regelmäßig anfallenden Geschirrs (wie z. B. bei Mensen oder Betriebskantinen) lohnt sich ein kontinuierlich durch das Spülgerät durchlaufendes Band, das zugleich über Halteelemente für die einzelnen Geschirrteile verfügt. Da der Spülvorgang ununterbrochen läuft, ist das jedoch nur sinnvoll, wenn in der Geschirrzufuhr weder größere Lücken noch Schwankungen in der zugeführten Geschirrmenge auftreten. Es gibt aber inzwischen Modelle, die automatisch anhalten, wenn man kein Geschirr auf die Vorfläche (die Fläche vor der Maschine, zum Aufreihen des Geschirrs) stellt (die Lichtschranke reagiert auf Kontakt und aktiviert dann die Maschine; bei Nichtkontakt wird die Maschine nicht angestellt. Am Ende gibt es auch eine Lichtschranke, die registriert, ob das Geschirr dort eingetroffen ist). Ein wesentlicher Nachteil ist, dass bei unsachgemäßer Bestückung des Bandes durch die Gäste es zu Schäden im Geschirr kommt.
Korbdurchlaufmaschinen
Ähnlich den Bandspülmaschinen lohnt sich die Anschaffung einer Korbdurchlaufmaschine nur bei einer erheblichen Menge Geschirr. Hier werden die Körbe vorher bestückt, und wenn sie voll sind, werden sie auf die Vorfläche (s. o.) gestellt und fahren auf einem Förderband durch die Maschine. Moderne Maschinen haben eine Farbenkodierung, die abliest, welches Programm (Fördergeschwindigkeit/Temperatur) ablaufen soll. Auch dieses System benutzt die oben erklärte Lichtschrankentechnik.
Ein Vorteil der gastronomischen Geräte ist die äußerst kurze Spüldauer und das Vorspülen für groben Schmutz mit bereits benutztem Wasser. Nachteil der Geräte ist, dass sie auch bei Nichtbenutzung ständig Strom verbrauchen, weil sie das Wasser bei etwa 60 bis 70 °C halten müssen. Weiterhin brauchen sie vor der ersten Verwendung eine Vorlaufzeit von 10 bis 30 Minuten.
Durchschnittliche Korbdurchlauf- bzw. Bandspülmaschinen schaffen 100 bis 200 Körbe, das entspricht 1000 bis 2000 Tellern pro Stunde.
Durchschnittliche Haubenspülmaschinen könnten rein theoretisch 60 Körbe pro Stunde reinigen, schaffen in der Praxis nur 45–50 Körbe pro Stunde (beim kürzesten Programm 1 Minute). Durchschnittliche Fronttürspülmaschinen schaffen nur etwa 30 bis 40 Körbe pro Stunde (ebenfalls 1 Minute). Diese Abweichung kommt durch die Rüstzeiten (Geschirr einsortieren usw.) zustande.

### Geschirrspüler im medizinischen Bereich
Zum Reinigen von Geschirr im medizinisch-technischen Bereich werden spezielle Reinigungs- und Desinfektionsgeräte sowie Steckbeckenspüler und Laborspülmaschinen (für die analysenreine Aufarbeitung von Laborglas) eingesetzt.

## Anschluss der Geschirrspülmaschine an die Warmwasserleitung
Der Anschluss einer Geschirrspülmaschine an eine externe Warmwasserbereitung kann Energie einsparen. Aufgrund der meist geringen zu erwärmenden Wassermenge lohnt dies in der Regel jedoch nur,
- wenn die Warmwasserversorgung über eine Solaranlage erfolgt, oder
- eine vorhandene Zirkulationsleitung dafür sorgt, dass beim Betrieb der Spülmaschine am Anschluss sofort warmes Wasser zur Verfügung steht, oder
- sich der Warmwasserbereiter unmittelbar neben der Spülmaschine befindet und auf dem kürzesten Weg verbunden ist, so dass kaum warmes Wasser in der Leitung stehen bleibt.

Für gewöhnlich ruht der Programmablauf, während die Erwärmung des Wassers im Gerät stattfindet. Bei Anschluss einer Geschirrspülmaschine an eine externe Warmwasserversorgung kann sich die Laufzeit der Programme so um 10–30 Minuten reduzieren. Die verkürzte Einweichzeit kann sich unter Umständen auf die Reinigungsleistung auswirken.
Zusätzlich ergibt sich durch eine externe Wassererwärmung der Vorteil, dass Warmwasser oberhalb etwa 55 °C einen geringeren Kalkgehalt hat, da der Kalk bereits bei der Erhitzung ausgefallen ist und sich abgeschieden hat.
Beträgt die Temperatur des zulaufenden Warmwassers mehr als 60 °C, besteht die Möglichkeit, dass sich Kunststoff- und Gummiteile in der Maschine verformen.

### Gerät mit Anschlüssen für warmes und kaltes Wasser
Der Energieverbrauch kann in der Regel reduziert werden, wenn ein Geschirrspülgerät über separate Anschlüsse für warmes und kaltes Wasser verfügt und beide Anschlüsse genutzt werden.
Dies gilt jedoch nicht,
- wenn das Warmwasser mit Strom aufgeheizt wird. In diesem Fall fallen bei einer Erwärmung außerhalb des Geräts größere Verluste an, als bei der internen Erwärmung.
- wenn zunächst mehr als zwei Liter kalten Wassers aus der Warmwasserleitung treten, bevor warmes Wasser das Gerät erreicht. Wenn die vom Gerät benötigte Wassermenge überwiegend kalt aus der Leitung tritt muss das Wasser -wie üblich- im Gerät elektrisch aufgeheizt werden. Dann ergeben sich sogar zusätzliche Energieverluste durch das extern aufgewärmte Wasser, welches in der zur Maschine führenden Warmwasserleitung steht und ungenutzt abkühlt.

### Gerät mit Kaltwasseranschluss
Es ist in der Regel möglich, auch ein Geschirrspülgerät ohne einen zweiten Anschluss, der für die Zufuhr von Warmwasser vorgesehen ist, an die häusliche Warmwasserleitung, statt an die Kaltwasserleitung anzuschließen.
Abhängig von System zur Warmwasserbereitung und der Spülwassermenge können sich Energieverbrauch und Kosten dadurch reduzieren oder erhöhen.
Wenn der Gerätehersteller den Anschluss ans Warmwasser nicht gestattet, kann der Garantieanspruch erlöschen.
Ob der Anschluss an das Warmwassernetz zur Energieeinsparung führt, muss von Fall zu Fall entschieden werden.
Die mögliche Ersparnis wurde im Falle einer Warmwassererzeugung mit Gas oder Öl mit 30 bis 60 Euro im Jahr errechnet, wenn die Maschine fünfmal pro Woche eingeschaltet wird.
Dagegen spricht:
- Das Wasser wird in der Regel nur im Hauptwaschgang elektrisch aufgeheizt, das folgende Vorspülen, Zwischenspülen, sowie der Regeneriervorgang werden meist kalt durchgeführt. Steht der Maschine ausschließlich warmes Wasser zur Verfügung, kann sich hieraus ein erhöhter Energieverbrauch ergeben.
- Enzyme zum Lösen von Stärke und Eiweißresten, wie sie in vielen Maschinengeschirrspülmitteln enthalten sind, wirken nur bei niedrigen Wassertemperaturen.
- Bei vielen Geräten wird am Ende vom Programm ein Wärmetauscher mit Frischwasser gefüllt, um Innenwände zu kühlen und so dass Trockenergebnis zu verbessern. Verfügen diese Geräte nicht über eine Einstellung für den Warmwasseranschluss, leidet das Trockenergebnis erheblich.

## Energie- und Ressourcenverbrauch

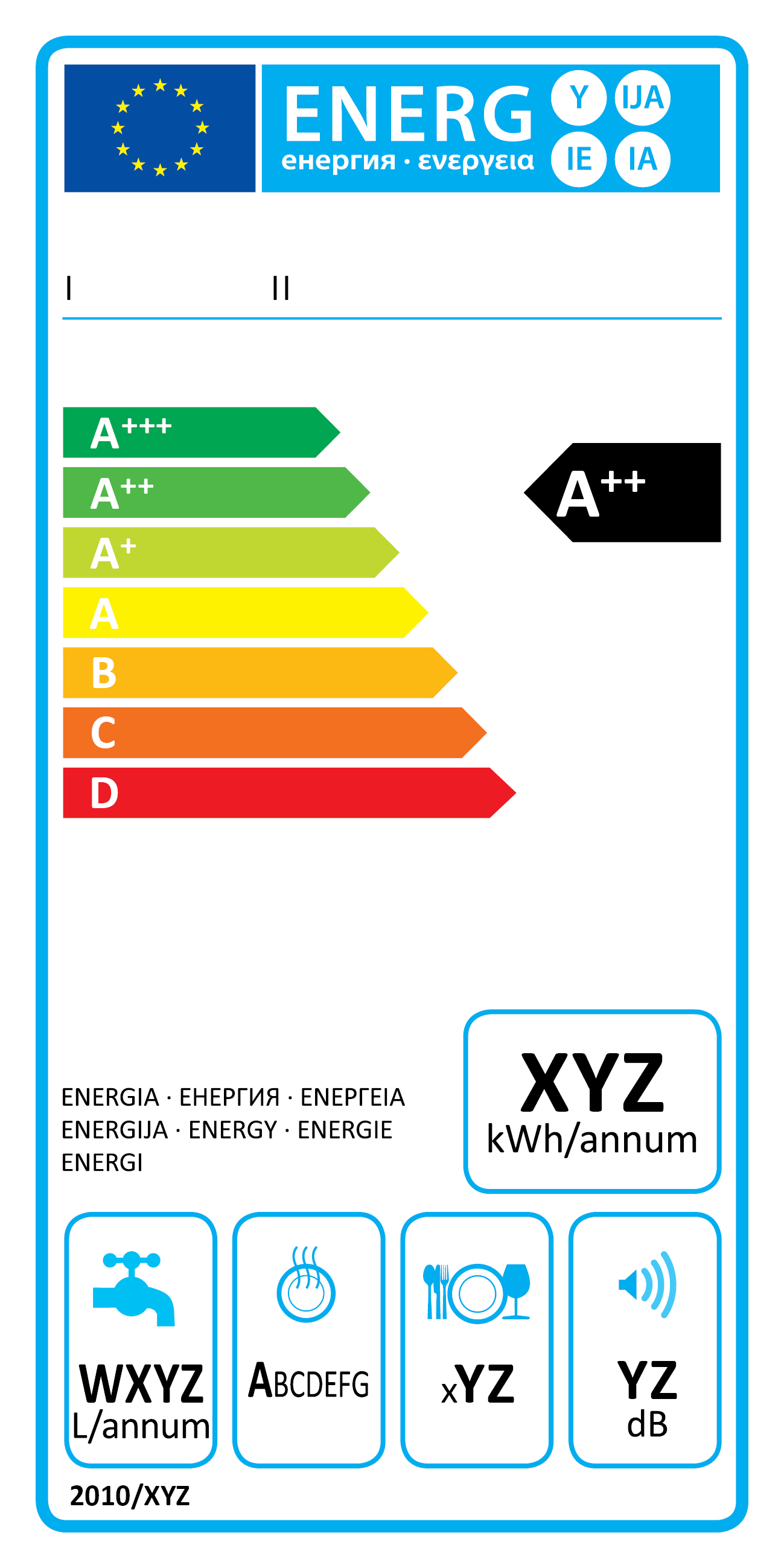
Auf dem Energielabel für Geschirrspülmaschinen wird der Strom- und Wasserverbrauch für angenommene 280 Spülgänge pro Jahr angegeben. Die Erwärmung von Bottich, Geschirr und Wasser macht den Hauptanteil des Energiebedarfs aus. Maschinen mit weniger als 44 dB (Dezibel) gelten als leise. Die Energieverbrauchskennzeichnung muss aufweisen: Hersteller und Typenbezeichnung, Energieeffizienzklasse, Jahresenergieverbrauch in kWh, Wasserverbrauch in Liter pro Jahr, Klassifizierung der Trocknungswirkung, Anzahl der Maßgedecke bei Standardbeladung und die Geräuschemission in dB(A)

Gemäß einer (vom deutschen Bundesministerium für Bildung und Forschung geförderten) Studie des Freiburger Öko-Instituts entfallen knapp 3 % des gesamten Strombedarfs in privaten Haushalten, 1,4 % am Primärenergieverbrauch und 1,1 % am Treibhauspotenzial privater Haushalte auf Geschirrspülmaschinen (mit einem mittleren Stromverbrauch von 215 kWh pro Jahr und Gerät). Hinzu kommt der Verbrauch von durchschnittlich etwa 3 m³ Wasser und etwa 4,8 kg Reinigungsmittel pro Jahr.
Eine von vier Haushaltsgeräte- und Spülmittelherstellern finanzierte Studie kommt zu dem Ergebnis, dass in Deutschland zu häufig zu hohe Programmtemperaturen gewählt und dadurch Energie verschwendet würde, außerdem würden die Geräte oft nur zur Hälfte befüllt.
Im Zeitraum zwischen 1978 und 1994 reduzierte sich der durchschnittliche Stromverbrauch der in Deutschland verkauften Geschirrspülmaschinen um 47 %.
Moderne Geschirrspülmaschinen der Effizienzklasse A+++ verbrauchen 237 kWh Strom bei 280 Spülgängen (Stand: 09/2012), ältere Maschinen verbrauchen häufig 365 kWh. Durch Trocknung mit Hilfe von Zeolithen kann der Stromverbrauch auf 232 kWh gesenkt werden. Geschirrspülmaschinen mit integrierter Wärmepumpe weisen einen Jahresenergieverbrauch von 137 kWh auf.
Moderne Geräte verbrauchen 40 % weniger Wasser als 10 Jahre alte Modelle.
Die mechanische Bearbeitung des Geschirrs beim Handspülen (Wischen, Reiben, Kratzen) muss beim maschinellen Spülen durch die chemische Wirkung von heißen Laugen und Enzymen ausgeglichen werden. Es ist darum ein erhöhter Einsatz von Chemikalien erforderlich.
Zu Tabletten (sogenannten „Tabs“) gepresste Reiniger werden auch als Kombiprodukte angeboten, die teilweise Reiniger, Klarspüler und Regeneriersalz ersetzen sollen. Ein Produkt wird als „11-in-1-Geschirr-Reiniger-Pulver“ angeboten, welches als Reiniger, Klarspüler, Glasschutz, Enthärter, Edelstahlglanzmittel, Reinigungsverstärker, Niedrigtemperaturtenside, Schnelltrockner, Geruchsneutralisierer, Fettlöser und Silberschutz wirkt. Einige der zu Anfang eingespülten Bestandteile wirken (beispielsweise die temperaturempfindlichen Enzyme) oder nutzen (beispielsweise die reinigenden Tenside) nur im Hauptwaschgang, andere nur im folgenden Spülgang (beispielsweise alle Fleckenverhinderer, diese sind im Hauptspülgang unnötig) und andere in beiden Spülgängen (beispielsweise die Enthärter). Nach dem Hauptspülgang wird aber das Waschwasser samt allen gelösten Chemikalien abgepumpt, zurück bleibt nur ein Rest im Pumpensumpf, dessen Inhaltsstoffe als „Carry-over-Effekt“ in den nächsten Spülgang hinübergeschleppt und verdünnt werden (müssen). Damit nun die Chemikalien, die erst im Folgespülgang zur Wirkung kommen sollen (beispielsweise Klarspüler und Enthärter im oben erwähnten „11-in-1-Geschirr-Reiniger-Pulver“), auch in diesem Folgespülgang in der nötigen Konzentration vorhanden sind, müssen sie im verwendeten Tab (oder der nötigen Menge Pulver) stark überdosiert vorliegen, damit ihre Konzentration im Pumpensumpf auch nach der folgenden Verdünnung noch ausreicht. Der Großteil der hochkonzentrierten Lösung dieser Stoffe wird nach dem ersten Waschgang bereits abgepumpt. Diese Chemikalien sind also für den Spülvorgang unwirksam und belasten die Umwelt.
Auch andere Inhaltsstoffe sind teilweise nicht erforderlich (beispielsweise Enthärter bei bereits enthärtetem Wasser) oder in Kläranlagen schlecht abbaubar. Sie reichern sich in den Vorflutern an und haben ungünstige Auswirkungen auf die Gewässer (vgl. Hauptartikel Maschinengeschirrspülmittel).
Nach einer Untersuchung der niederösterreichischen Arbeiterkammer (die in Österreich u. a. Konsumentenbelange vertritt) werden in Geschirrspülmaschinen viele Haushaltschemikalien unnötig eingesetzt. Dies trifft häufig auf Klarspüler, Duftspüler und Maschinenpflegemittel zu.
Die meisten Maschinen können die Menge der Reinigungsmittelbestandteile nicht entsprechend dem tatsächlichen Bedarf dosieren und die Zugabemenge ist auch manuell oft schwierig oder gar nicht zu steuern.
Die Zusammensetzung der Inhaltsstoffe einer Reinigermischung muss sich darum immer am maximal erforderlichen Bedarf (volle Maschine, eingetrocknete Speisereste, hoher Fettanteil, hohe Wasserhärte) orientieren, um in jedem Fall wirksam zu sein. Einzelne Inhaltsstoffe werden aber nicht in jedem Fall oder nur in geringerer Konzentration benötigt und sind dann auf jeden Fall überdosiert. Wenn nur Porzellan gewaschen wird, braucht es beispielsweise keinen „Edelstahlschutz“, bei automatischer Wasserenthärtung wird kein Enthärter benötigt.
Wäre etwa die automatische Wasserenthärtung abschaltbar (weil die Mehrzahl der Reiniger Wasserenthärter enthält), könnten Salzfrachten in die Abwasserbeseitigungsanlagen eingespart werden.
Um eine optimale Dosierung der Reinigungsmittel zu erreichen und die Umweltbelastung gering zu halten, sollten anstelle von Multitabs Geschirrspülpulver, Klarspüler und Enthärtersalz separat zugesetzt und individuell dosiert werden. Die Tabs sind grundsätzlich für eine maximale Verschmutzung des Geschirrs dosiert, um immer ein gutes Ergebnis zu erhalten. Pulver kann demgegenüber individuell an den Verschmutzungsgrad und die Beladungsmenge angepasst werden. Der Reinigungsprozess kann optimiert werden, indem Salz und Klarspüler dem Reinigungsvorgang von der Geschirrspülmaschine zeitlich und durch Sensoren gesteuert zugesetzt werden. Nur so ist eine Anpassung an Kurzprogramm oder Vollprogramm und den besten Zeitpunkt zum Einspülen der jeweiligen Bestandteile möglich. Die zeitlich optimierte Einspeisung reduziert die erforderliche Chemikalien-Menge.

## Sonstiges
- Spülmaschinen-Deos sollen Gerüche, die beim Spülen entstehen, neutralisieren oder übertönen.